# Mauricio Rodríguez
Mauricio Alonso Rodríguez Lindo (San Salvador, 12 settembre 1945) è un allenatore di calcio ed ex calciatore salvadoregno, di ruolo attaccante.

## Carriera
Con la nazionale salvadoregna ha preso parte ai Mondiali 1970 e nel 1982 è stato il commissario tecnico della selezione ai Mondiali spagnoli.